# The Battle of Life
The Battle of Life: A Love Story é um romance de Charles Dickens publicado em 1846. É o quarto dos seus cinco livros de Natal.
A história passa-se numa aldeia inglesa que fica no local de uma batalha histórica. Algumas personagens referem-se à batalha como uma metáfora para as lutas nas suas vidas, daí o título .
Este livro é o único entre os livros de Natal que não tem qualquer elemento sobrenatural ou explicitamente religioso. A história apresenta semelhanças com The Cricket on the Hearth em dois aspetos: passa-se num local rural e desenvolve-se com uma reviravolta romântica. É um romance ainda com menos críticas sociais do que The Cricket on the Hearth. Como é típico nos romances de Charles Dickens, este tem um final feliz.
É uma das obras menos conhecidas de Dickens.